# Pirrolizidina
La pirrolizidina és un compost orgànic heterocíclic, format esquemàticament per dos cicles de pirrols enganxats. És la forma hidrogenada de la pirrolidina. També és l'estructura central d'una classe d'alcaloides anomenats alcaloides pirrolizidínics els quals són tòxics per al fetge.
Etimològicament prové de la paraula del grec: pyrrhos, "roig/vermell"